# Gravel (ciclisme)
El gravel (de l'anglès: grava) és una disciplina ciclista, nascuda a principis del segle XXI. Designa a la vegada una modalitat i la pròpia bicicleta utilitzada per a aquesta pràctica.

## Pràctica
El gravel és una modalitat de ciclisme entre el ciclisme de carretera i el ciclisme de muntanya que barreja itineraris per carreteres secundàries així com per senders, pistes i camins. És similar a la pràctica del ciclocròs tot i que inicialment estava menys centrada en el rendiment, i generalment es feien eixides més llargues on es necessitava una major comoditat. La pràctica s'ha desenvolupat els últims anys als Estats Units, amb moltes proves de gravel, com el Barry-Roubaix i s'està estenent a Europa amb l'aparició de curses i proves.

## Bicicleta
La bicicleta de gravel és una bicicleta adaptada a aquesta pràctica mixta. Es pot practicar el gravel amb diferents tipus de bicicletes; no hi ha una definició precisa però alguns trets característics serien:
- una geometria del quadre adaptada per a permetre maniobrabilitat i estabilitat amb les bases ampliades per a permetre el muntatge de pneumàtics de major secció que en les bicis de carretera, per tal de proporcionar comoditat, adherència i resistència a les punxades;[3][4]
- un manillar similar al manillar de carretera, però amb una forma específica per donar comoditat pels camins;[1][5]
- frens de disc;[1][4]
- rarament amb suspensions[6][7]
- pneumàtics mixtos;[1]
- suports per al muntatge de parafangs i porta-equipatges

La majoria de les grans marques de bicicleta ofereixen models gravel al seu catàleg, així com les marques més artesanals que ofereixen bicicletes personalitzables. A causa de la relativament nova existència del sector, aquest està en constant innovació.

## Competicions

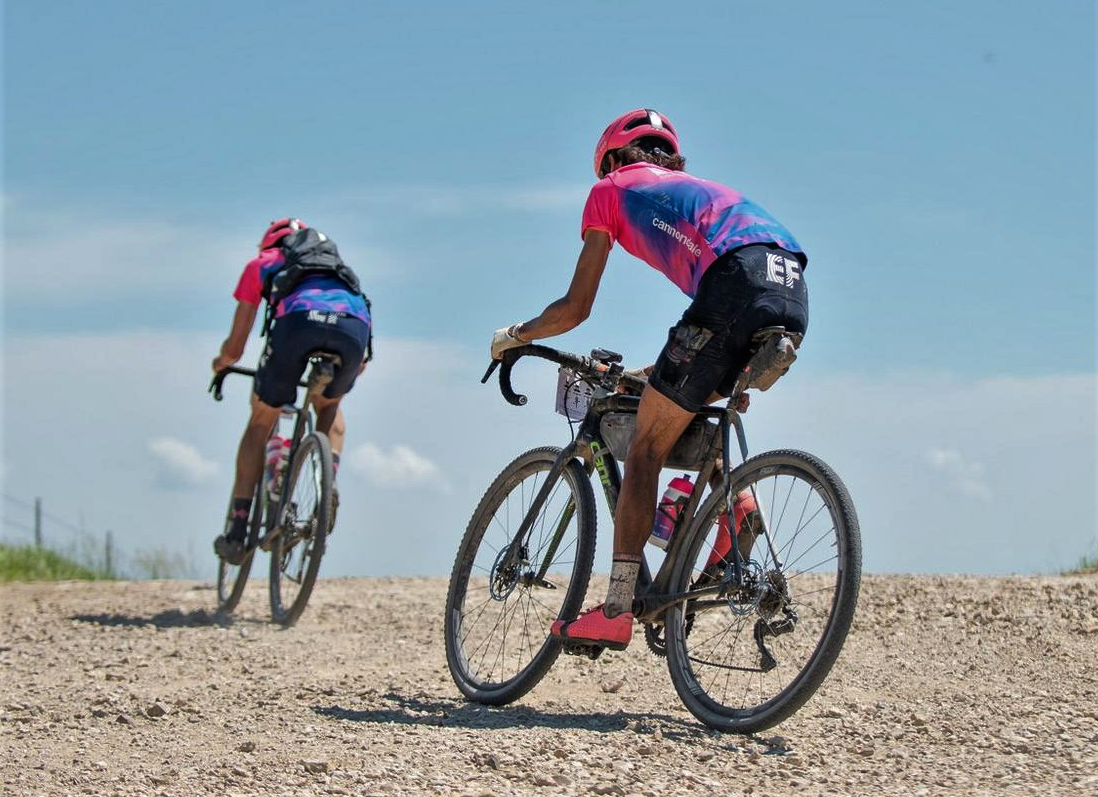
Competició de gravel.

A partir del 2022, la Unió Ciclista Internacional reconeix oficialment la disciplina per dret propi.
La UCI Organitza una sèrie mundial (Gravel World Series) amb 18 curses en 4 continents disputades d'abril a octubre, les proves de les quals serveixen de classificació per als campionats mundials de gravel. La primera edició del Campionat del Món de gravel (UCI Gravel World Championship) es va celebrar a Cittadella, Itàlia el novembre de 2023, el dia 8 per a dones i el dia 9 per a homes.

## Palmarès del Campionat del món

### Modalitat masculina
| Any  | Or                   | Plata              | Bronze               |
| 2022 | Gianni Vermeersch    | Daniel Oss         | Mathieu Van der Poel |
| 2023 | Matej Mohorič        | Florian Vermeersch | Connor Swift         |
| 2024 | Mathieu Van der Poel | Florian Vermeersch | Quinten Hermans      |

### Modalitat femenina
| Any  | Or                   | Plata          | Bronze         |
| 2022 | Pauline Ferrand      | Sina Frei      | Chiara Teocchi |
| 2023 | Katarzyna Niewiadoma | Silvia Persico | Demi Vollering |
| 2023 | Marianne Vos         | Lotte Kopecky  | Lorena Wiebes  |